# Orthotomus
Orthotomus är ett släkte med fåglar som omfattar ett tiotal skräddarfåglar som idag placeras i familjen cistikolor (Cisticolidae), men som tidigare placerades i den stora familjen sångare (Sylviidae). Familjen förekommer i tropikerna i Gamla världen, företrädesvis i Asien. De har ofta färgstark fjäderdräkt med grön eller grå undersida, gul eller grå ovansida och rödbrun hjässa. De har korta runda vingar, kort stjärt, kraftiga ben och lång nedåtböjd näbb, och de håller ofta stjärten upprätt likt en gärdsmyg. De lever oftast i öppna skogsbiotoper, buskmarker eller trädgårdar.
Trivialnamnet skräddarfåglar refererar till sättet som de bygger sitt bo. De bygger en sorts vagga av stora blad som de syr ihop med hjälp av växtfiber eller spindelväv och i denna konstruktion placeras det faktiska boet av gräs. Trivialnamnet skräddarfåglar används även för afrikansk och långnäbbad skräddarfågel som förs till släktet Artisornis, i samma familj.

## Arter
Listan nedan följer AviList:
- Långstjärtad skräddarfågel (O. sutorius)
- Brunpannad skräddarfågel (O. frontalis)
- Svarthalsad skräddarfågel (O. atrogularis)
- Kambodjaskräddarfågel (O. chaktomuk)[2]
- Askgrå skräddarfågel (O. ruficeps)
- Javaskräddarfågel (O. sepium)
- Roststjärtad skräddarfågel (O. sericeus)
- Visayaskräddarfågel (O. castaneiceps)
- Gråryggig skräddarfågel (O. derbianus)
- Drillskräddarfågel (O. chloronotus)
- Gulbröstad skräddarfågel (O. samarensis)
- Vitbrynad skräddarfågel (O. nigriceps)
- Vitörad skräddarfågel (O. cinereiceps)

Tidigare fördes även bergcettia och mindanaocettia till släktet men förs idag till familjen Cettiidae, till släktet Phyllergates.